# Essey-et-Maizerais
 Essey-et-Maizerais  là một xã của tỉnh Meurthe-et-Moselle, thuộc vùng Grand Est, đông bắc nước Pháp. Xã này nằm ở khu vực có độ cao trung bình 212 mét trên mực nước biển.